# Eucoptacra binghami
Eucoptacra binghami är en insektsart som beskrevs av Boris Petrovich Uvarov 1921. Eucoptacra binghami ingår i släktet Eucoptacra och familjen gräshoppor. Inga underarter finns listade i Catalogue of Life.